# Contea di Laramie
La contea di Laramie (in inglese Laramie County) è una contea dello Stato del Wyoming, negli Stati Uniti. Il capoluogo è Cheyenne, anche capitale dello Stato. 

## Geografia
È la contea più popolosa dello Stato. Si colloca nell'angolo pianeggiante nel sud-est dello Stato. La contea è circondata da foreste e montagne: la foresta nazionale del Medicin Bow a sud, le montagne Snowy Range a ovest e a est si trovano Vedauwoo, Pole Mountain e le Laramie Mountains.
Qui si trova la University of Wyoming.

### Contee confinanti
- Contea di Goshen – nord
- Contea di Banner (Nebraska) – nord-est
- Contea di Kimball (Nebraska) – est
- Contea di Weld (Colorado) – sud
- Contea di Larimer (Colorado) – sud-ovest
- Contea di Albany – ovest
- Contea di Platte – nord-ovest

## Storia
All'inizio del 1700 l'area era abitata dagli Arapaho. Nel corso del secolo si munirono di cavalli e si espansero a sud e a ovest. Nel 1811 si allearono con i Cheyenne. Con il trattato di Fort Laramie del 1868 gli Arapaho dovettero lasciare l'area e nel 1878 furono spostati insieme ai Shoshone nella Riserva Wind River.
La contea deve il suo nome a  Jacques La Ramée, un commerciante franco-canadese. Fu originariamente creata nel 1867 nel territorio del Dakota. Diventò ufficialmente una contea con l'organizzazione del territorio del Wyoming nel 1869.

## Comuni

### City
- Cheyenne (capoluogo)

### Towns
- Albin
- Burns
- Pine Bluffs

### Census-designated places
- Carpenter
- Fox Farm-College
- Hillsdale
- Ranchettes
- South Greeley
- FE Warren AFB